# Elder Avenue
Elder Avenue – stacja metra nowojorskiego, na linii 6. Znajduje się w dzielnicy Bronx, w Nowym Jorku i zlokalizowana jest pomiędzy stacjami Morrison Avenue – Soundview i Whitlock Avenue. Została otwarta 30 maja 1920.